# Шосе Мечі H07
Шосе Мечі (непальська: मेची राजमार्ग) — двосмугова автомагістраль у Східному Непалі, довжиною близько 268 кілометрів. Шосе з'єднує всі райони Мечинської Зони, звідси й назва Мечі. Воно пролягає від VDC Кечана в районі Джапа на півдні до віддаленого півночі Тапледжунга через район Ілам. Основними пунктами призначення вздовж шосе є Прітхівінагар, Бхадрапур, Духагадхі, Будхабаре, Каньям і Пхіккал. Шосе з'єднується з шосе Махендра в Чаралі.